# Верхні Тальці
Верхні Тальці (рос. Верхние Тальцы) — село Хоринського району, Бурятії Росії. Входить до складу Сільського поселення Верхньоталецьке.
Населення — 1100 осіб (2015 рік).